# جونسون تي كروفورد
جونسون تي كروفورد (بالإنجليزية: Johnson T. Crawford)‏ هو قاضي ومحامي أمريكي، ولد في 31 أغسطس 1889، وتوفي في 1955.